# Весна Братић
Весна Братић (Требиње, 25. мај 1977) јесте ванредни професор Филолошког факултета Универзитета Црне Горе. Била је министарка просвјете, науке, културе и спорта у Влади Здравка Кривокапића.

## Биографија

### Образовање и академска каријера
Основну школу и гимназију је завршила у Билећи. Дипломирала је 2000. године на Одсјеку за енглески језик и књижевност Филозофског факултета Универзитета Црне Горе у Никшићу. Запослила се као сарадник у настави на Институту за стране језике 2003. године.
Магистрирала је 2007. године на Филолошком факултету Универзитета у Београду са тезом у којој је развила компаративну анализу приповедачког поступка Александра Тишме и Виљема Фокнера. На истом факултету је и докторирала 2012. године са тезом „Слике Америке у дјелима Сема Шепарда и Дејвида Мемета”.
Изабрана је 2013. године у звање доцента на Филозофском факултету Универзитета Црне Горе у Никшићу. За ванредног професора је изабрана децембра 2018. године. Паралелно са тим, предаје енглески језик на Електротехничком факултету Универзитета Црне Горе.

### Министарка просвјете, науке, културе и спорта
Била је један од оснивача невладине организације "Не дамо Црну Гору", коју су у јулу 2020. године основали универзитетски професори у Црној Гори на челу са Здравком Кривокапићем.
Скупштина Црне Горе ју је 4. децембра 2020. године изабрала за министарку просвјете, науке, културе и спорта у Влади Црне Горе под председништвом Здравка Кривокапића.

## Ставови
Весна Братић се изјашњава као српски националиста:
Рече ми један чоек: Ти си српски националиста, као да је то увреда. Јесам. Ја јесам националиста. Српски. Не но ћу белгијски. То само значи да волим свој народ.
Због текста хрватског новинара Бориса Дежуловића "Спасимо српске светиње" у којем на недоличан говори о манастиру Острог, Весна Братић је за аутора рекла да је: "граџанин, шатрољевичар" и "ђубре усташко".
Нашла се и на мети критика након што је на свом Фејсбук профилу објавила фотографију са описом: "Женско ко женско, чак и кад је четник".